# Пенфильдит
Пенфильди́т — минерал, гидроксихлорид свинца. Облик кристаллов обычно призматический. Кристаллы мелкие и обычно группируются в субпараллельном положении. Растворяется в воде.

## Свойства
Химическая формула Pb2Cl3(OH). Цвет бесцветный или белый с желтоватым или голубоватым оттенком. Блеск алмазный или жирный. Прозрачный. Спайность совершенная. Сингония гексагональная. Твёрдость 3-4 по шкале Мооса.

## Открытие минерала
Пенфильдит был открыт в Греции Джорджом Летчуортом Инглишем.

## Применение
Редкий коллекционный материал.

## Происхождение названия
Минерал назван в честь Самуэля Льюиса Пенфильда (англ. Samuel L. Penfield), американского минералога и химика.